# Besny-et-Loizy
Besny-et-Loizy és un municipi francès situat al departament de l'Aisne i a la regió dels Alts de França. L'any 2007 tenia 357 habitants.

## Demografia

### Població
El 2007 la població de fet de Besny-et-Loizy era de 357 persones. Hi havia 135 famílies de les quals 23 eren unipersonals (15 homes vivint sols i 8 dones vivint soles), 50 parelles sense fills, 54 parelles amb fills i 8 famílies monoparentals amb fills.
La població ha evolucionat segons el següent gràfic:
Habitants censats

### Habitatges
El 2007 hi havia 142 habitatges, 137 eren l'habitatge principal de la família, 1 era una segona residència i 4 estaven desocupats. 139 eren cases i 3 eren apartaments. Dels 137 habitatges principals, 91 estaven ocupats pels seus propietaris, 42 estaven llogats i ocupats pels llogaters i 4 estaven cedits a títol gratuït; 10 tenien dues cambres, 6 en tenien tres, 34 en tenien quatre i 88 en tenien cinc o més. 113 habitatges disposaven pel capbaix d'una plaça de pàrquing. A 50 habitatges hi havia un automòbil i a 81 n'hi havia dos o més.

### Piràmide de població
La piràmide de població per edats i sexe el 2009 era:
| Homes | Edats   | Dones |
| ----- | ------- | ----- |
| 0     | 95 o +  | 0     |
| 0     | 90 a 94 | 0     |
| 0     | 85 a 89 | 0     |
| 0     | 80 a 84 | 4     |
| 0     | 75 a 79 | 4     |
| 8     | 70 a 74 | 0     |
| 4     | 65 a 69 | 12    |
| 4     | 60 a 64 | 12    |
| 8     | 55 a 59 | 12    |
| 12    | 50 a 54 | 8     |
| 20    | 45 a 49 | 12    |
| 12    | 40 a 44 | 28    |
| 36    | 35 a 39 | 16    |
| 0     | 30 a 34 | 12    |
| 16    | 25 a 29 | 16    |
| 0     | 20 a 24 | 4     |
| 16    | 15 a 19 | 24    |
| 12    | 10 a 14 | 24    |
| 12    | 5 a 9   | 12    |
| 8     | 0 a 4   | 8     |

## Economia
El 2007 la població en edat de treballar era de 243 persones, 183 eren actives i 60 eren inactives. De les 183 persones actives 171 estaven ocupades (90 homes i 81 dones) i 13 estaven aturades (8 homes i 5 dones). De les 60 persones inactives 24 estaven jubilades, 22 estaven estudiant i 14 estaven classificades com a «altres inactius».

### Ingressos
El 2009 a Besny-et-Loizy hi havia 145 unitats fiscals que integraven 389 persones, la mediana anual d'ingressos fiscals per persona era de 21.443 €.

### Activitats econòmiques
Dels 9 establiments que hi havia el 2007, 1 era d'una empresa de comerç i reparació d'automòbils, 1 d'una empresa d'hostatgeria i restauració, 1 d'una empresa financera, 4 d'empreses de serveis i 2 d'entitats de l'administració pública.
Dels 2 establiments de servei als particulars que hi havia el 2009, 1 era una agència de treball temporal i 1 restaurant.
L'any 2000 a Besny-et-Loizy hi havia 3 explotacions agrícoles que ocupaven un total de 870 hectàrees.

## Poblacions més properes
El següent diagrama mostra les poblacions més properes.